# C9 엔터테인먼트
C9 엔터테인먼트는 대한민국의 연예 기획사이다.

## 현재 소속 연예인

### 가수
- 윤하
- 이석훈 (SG워너비)
- CIX
- EPEX
- NAZE

## 이전 소속 연예인
- DOKO
- 치타
- 피아
- 올티
- 루고
- 바이바이배드맨
- 조덕환
- 정의철
- JJK
- 정준영
- 한은서
- 유진
- R-est
- 드럭 레스토랑
- 굿데이
- 쟈코비플래닛
- 강남규
- 소울다이브
- 정겨운
- 주니엘
- 배진영 (CIX 전 멤버)